# Dønnerup
Dønnerup er en herregård der ligger i Holmstrup Sogn på Vestsjælland.
Blev kaldt Benzonslund i 1730, men på ny kaldet Dønnerup fra 1867.
Den senere kultusminister Ernst Emil Rosenørn blev født her i 1810.
Dønnerup Gods er på 1276 hektar med Rangle Mølle

## Ejere af Dønnerup
- (1730-1735) Peder Benzon
- (1735-1737) Slægten Benzon
- (1737-1739) Hans Henrik von Eickstedt
- (1739-1745) Reimer Henrich von Barner
- (1745-1757) Peder Willumsen
- (1757-1783) Christian Henrich Selchau
- (1783-1790) Christian Henrich Selchau
- (1790-1799) Poul Christian von Stemann
- (1799-1805) Johannes Meldahl
- (1805-1820) Cecilius Andreas Ulrik Rosenørn
- (1820-1843) Berta Moltke gift Adeler
- (1843-1878) Georg Frederik Otto von Zytphen-Adeler
- (1878-1908) Frederik Herman Christian von Zytphen-Adeler
- (1908-1926) Georg Frederik de Falsen von Zytphen-Adeler
- (1926-1968) Aage Hastrup
- (1968-1988) Allan Hastrup
- (1988-1995) Andreas Hastrup
- (1995-2000) Poul M. Mikkelsen A/S
- (2000-) Dønnerup A/S

## Udbygninger
- (1820) Trefløjet hovedbygning
- (1930erne) Nuværende hovedbygning opført